# Амброзианская библиотека

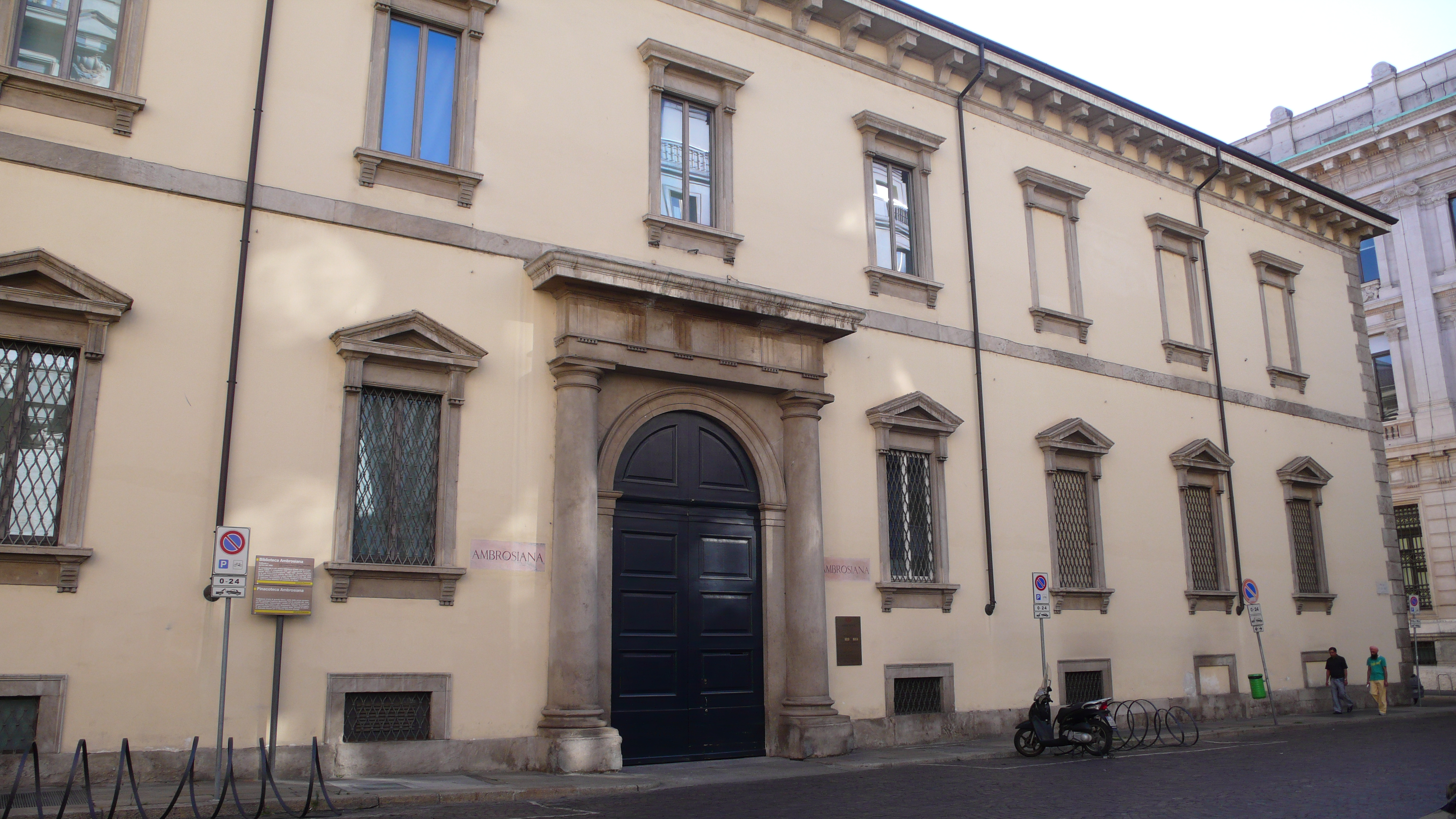
Амброзианская библиотека, Милан

Амброзиа́нская библиотека, Амвросиа́нская библиотека, Амброзиа́на (итал.  Biblioteca Ambrosiana) — библиотека в Милане, учрежденная кардиналом и архиепископом Федерико Борромео. Названа по имени отца церкви Святого Амвросия Медиоланского, епископа и покровителя Милана. Старейшая общедоступная библиотека Италии. Витражи были созданы художником Карло Бацци  (итал. Carlo Bazzi; 1875, Турин — 1947, Милан) и частично спасены от Второй мировой войны.

## История

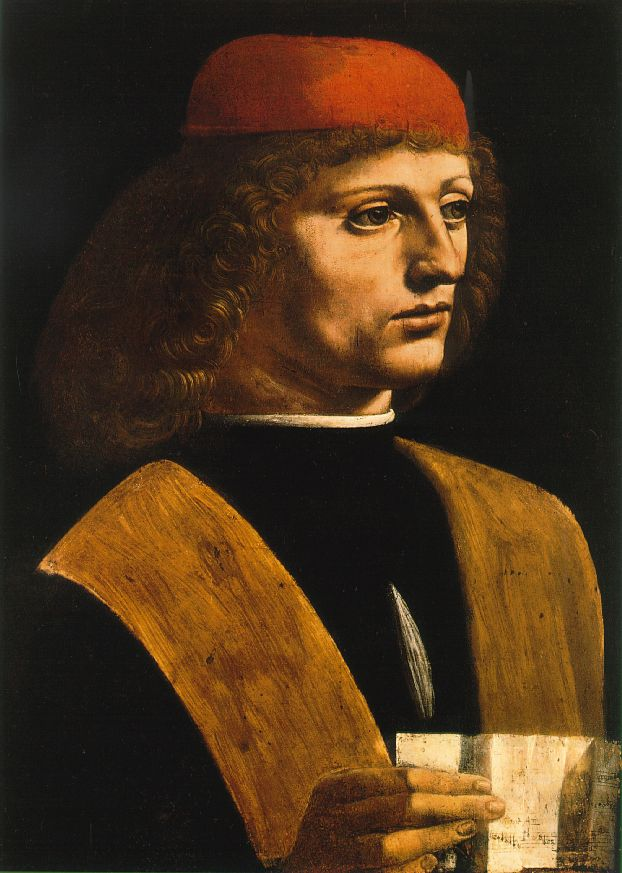
Леонардо да Винчи. Портрет музыканта, 1485. Амброзианская Пинакотека

Строительство началось в 1603 году, библиотека была открыта для публики 8 декабря 1609 года (после Бодлианской библиотеки, открывшейся в Оксфорде в 1602 году, это вторая публичная библиотека Европы). Древнейшие рукописи были перевезены в Милан из провинциального монастыря св. Колумбана. При библиотеке была открыта типография, здесь размещалась также школа классических языков. Кроме того, в библиотеку вошли Академия и Пинакотека, учрежденные тем же Федерико Борромео.

## Современное состояние
Во время Второй мировой войны здание библиотеки было повреждено, восстановлено в 1952 году, новые реставрационные работы прошли в 1990—1997 годах.

## Собрание
В библиотеке хранятся 12 рукописей Леонардо да Винчи, 12 тысяч рисунков европейских художников XIV—XIX веков, иллюминированное издание «Илиады» (Ilia Picta, V в.), Вергилий с иллюстрациями Симоне Мартини и маргиналиями Петрарки, Бангорский антифонарий (VII в., один из древнейших памятников средневековой гимнографии), многие другие ценности культуры.